# Court Tomb von Fortland

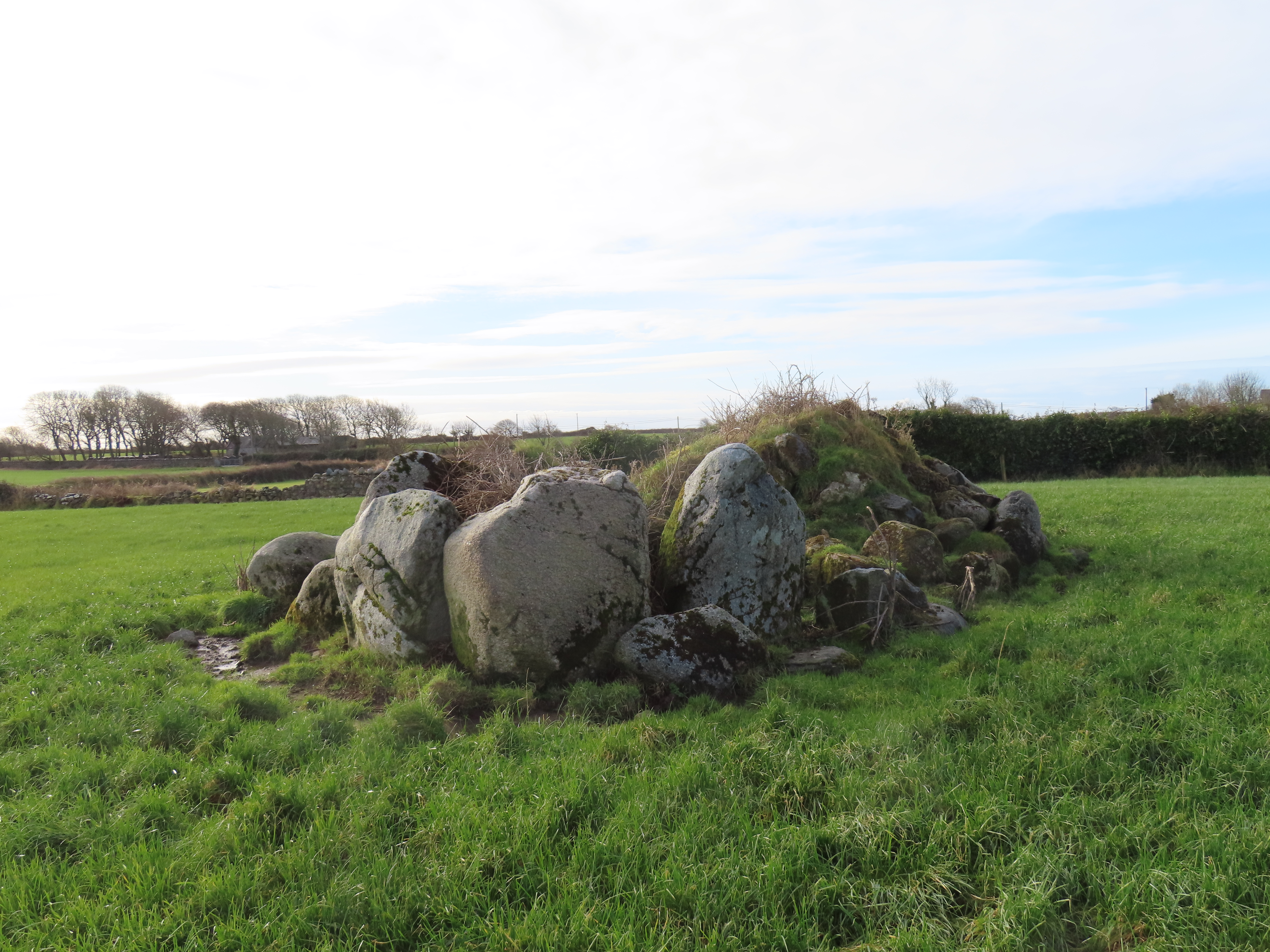
Blick nach Westen

Das Court Tomb von Fortland im gleichnamigen Townland (irisch An Liosachán) liegt etwa 1 km südlich von Easky im County Sligo in Irland.
Court Tombs gehören zu den megalithischen Kammergräbern (englisch chambered tombs) in Großbritannien und Irland. Sie werden mit über 400 Exemplaren nahezu ausschließlich in Ulster im Norden der Republik Irland beziehungsweise in Nordirland gefunden.
Die Anlage liegt auf einer Wiese. Sie ist stark beschädigt und wurde auch benutzt, um Feldsteine dort abzulegen. Diese liegen auf der Westseite der Anlage. Dadurch ist ein Interpretation schwierig.
Vermutlich ist (im Osten) eine Kammer noch vorhanden, bei der es sich um die Rückseite der Galerie handeln könnte. Zwei große Steine dort waren dann die Pfosten des Eingangs zur Kammer. Sie stehen in einem Abstand von 60 cm und sind 1,40 und 1,50 m hoch. Daran schließen sich je zwei Seitensteine unterschiedlicher Höhe (zwischen 0,70 und 1,40 m) an. Abgeschlossen wird die Kammer durch einen weiteren Stein. Andere Steine befinden sich vermutlich nicht mehr an ihrem ursprünglichen Platz.
Im gleichen Townland gibt es circa 1 km südöstlich noch die Reste eines weiteren Court Tombs. Dieses ist nicht nur stark zerstört, sondern die Reste sind auch in einem Dickicht überwuchert.